# アメリカ領サモアの旗
アメリカ領サモアの旗（アメリカりょうサモアのはた）は1960年4月24日に制定された。アメリカ合衆国の海外領土であるため、アメリカ合衆国の象徴である国鳥ハクトウワシが旗の右側に描かれている。ハクトウワシが右爪で掴んでいるのはfueという払子であり、首長の智慧を表す。左爪で掴むのはuatogiという戦棍であり、政府権力を表す。

?縦横比2:3の別タイプ